# Nauka Piotra
Nauka Piotra (gr. Kerygma Petrou) – pochodzący z przełomu I i II w. utwór o charakterze nowotestamentowym. Zachował się we fragmentach.

## Charakterystyka
Utwór powstał między 80 a 140 rokiem w środowisku aleksandryjskim. Znali go gnostyk Herakleon (I poł. II w.), Teofil Antiocheński, Arystydes z Aten, Euzebiusz z Cezarei i Hieronim ze Strydonu. Fragmenty cytują Klemens Aleksandryjski (Kobierce) i Orygenes. Klemens Aleksandryjski uważa utwór za autentyczne dzieło Piotra Apostoła, będące jednocześnie wzorem nauki apostolskiej.
Zdaniem Marka Starowieyskiego Nauka Piotra mogła być utworem przechodnim między literaturą wczesnochrześcijańską przełomu I i II w. a literaturą apologetyczną, chociaż zaznacza jego charakter apologetyczny. 
Zachowało się dziesięć autentycznych fragmentów utworu; poza tym istnieje wiele fragmentów nieautentycznych. Autentyczne fragmenty są powiązane z Ewangelią Łukasza, twórczością Justyna Męczennika i 3 księgą Wyroczni sybillińskich.

## Treść
Starowieyski proponuje podzielenie fragmentów Nauki Piotra na trzy grupy:
- imię Pana (Prawo, Słowo)
- zachęty do chrześcijan (jeden Bóg – Początek wszystkiego; kwestia czci Boga przez Greków i Żydów; cześć Bogu przez Chrystusa i nowe przymierze)
- słowa Zmartwychwstałego (odpuszczenie grzechów nawróconym; posłanie Dwunastu z Dobrą Nowiną; wiara apostołów przez proroctwa)

Starowieyski podkreśla, że niewielka liczba zachowanych fragmentów uniemożliwia wyciągnięcie wniosków na temat kompozycji literackiej albo teologicznych tendencjach dzieła.